# Ullits
Ullits ist eine dänische Ortschaft mit 265 Einwohnern (Stand 1. Januar 2023) im westlichen Himmerland. Die Ortschaft ist seit der Kommunalreform 2007 Bestandteil der Vesthimmerlands Kommune in der Region Nordjylland. Zuvor war sie Bestandteil der Farsø Kommune im Amt Nordjütland. 
Ullits liegt etwa sechs Kilometer südöstlich von Farsø und etwa sieben Kilometer nordöstlich von Gedsted. 